# 社会を明るく住みよくする全国婦人の会
社会を明るく住みよくする全国婦人の会（しやかいをあかるくすみよくするぜんこくふじんのかい）は、福田撫子・福田拓泉夫妻が20余有していた個人政党（俗に言うミニ政党）の内の一つ。略称「全婦会」。

## 沿革
- 1986年5月31日設立届出。
- 同年 第14回参議院議員通常選挙 に、福田撫子が東京都選挙区から、比例代表区からは女性9名が立候補し、フィリピンのコラソン・アキノ大統領に倣った女性パワーによる政界浄化を訴えたが、全員落選した。
- 1989年 第15回参議院議員通常選挙に際しては、夫の福田拓泉の『救国党』と合同した、『全婦会救国党ミニ政党悪税消費税反対大連合』（略称は「全婦会」のまま）として、東京都選挙区に福田撫子が、比例代表では福田拓泉を含む9人がそれぞれ立候補し、消費税導入撤回と、リクルート事件に関与した議員の政界からの追放を訴えたが、選挙区、比例代表とも全員落選。
- 1994年度（平成6年度）版『政治団体名簿』から一旦名前が落ちるが、事務所を東京都足立区から宮崎県都城市に移し、『社会を明るくする全国婦人日本再建連合会』と改称した上で、翌1995年度版から復活（1995年5月24日設立届出）。
- 1997年度（平成9年度）版『政治団体名簿』以降は記載が見られない。